# Különleges képesség (Odaát)
A Különleges képesség (Simon Said) az Odaát című televíziós sorozat második évadjának ötödik epizódja.

## Cselekmény
Samra a korábbiakhoz hasonlóan látomás jön: egy feketebőrű férfi bemegy egy fegyverkereskedésbe, kér egy puskát, melyet törvénytelenül megtölt, majd lelövi az eladót, végül magával is végez…
A fivérek meglátogatják Ellen kocsmáját, hogy segítséget kérjenek. Mialatt Dean és Jo között egyre szorosabb kapcsolat alakul ki, Sam megtudja Ash-től, hogy a látomásban látottak alapján az eset egy Guthry nevű oklahomai kisvárosban játszódott, ahol él egy Samhez hasonló fiatal, Andrew Gallagher; az ő anyja szintén 6 hónapos korában halt meg egy lakástűzben.
A Winchester fiúk így Oklahomába veszik az irányt, ahol adóbehajtónak kiadva magukat, megtudják, hogy merre találják Andy-t. Miután Sam egy tűzriadóval megakadályozza a fegyverbolti gyilkosságot, a vízióban szereplő Dr. Jennings egy busz elé sétálva meghal, Dean pedig találkozik a keresett fiúval, akinek kérésére Dean meglepően odaadja autóját.
Dean elmondja Samnek, mi történt, majd együtt megkeresik az Impalát, később pedig Andy kocsiját is megtalálják. Nem sokkal később Andy is megjelenik a helyszínen, és egyből el is fogják, Samre azonban újabb látomás jön: egy nő felgyújtja magát egy benzinkúton, mely később valóban meg is történik. Kiderül hát, hogy nem Adny áll az ügy hátterében, viszont neki olyan különleges képessége van, mellyel bármit meg tud szerezni magának, hiszen szavai alapján az emberek azt csinálják, amit mond – kivéve Sam.
Winchesterék és Andy a fiú képessége segítségével gond nélkül bejutnak a hivatalba, ahol megtudják a szörnyű igazságot: Andy-nek van egy titkolt ikertestvére, Ansem Weems, aki ráadásul Richard Webber néven ugyanebben a kisvárosban él. A két halálos áldozat pedig nem mások voltak, mint Dr. Jennings, az ikrek adoptációját vezető orvos, és a két fiú valódi anyja, Holly Beckett.
Samre hirtelen ismét látomás jön: egy fiatal lány leugrik egy magasan lévő hídról a folyóba. A három fiatal a város mellett lévő hídhoz siet, ahol Ansem parancsára barátnője, Tracy éppen le akarja vetni magát. Míg Samet Ansem ártalmatlanná teszi, a férfi elmondja fivérének, hogy ő ölte meg Dr. Jenningset és anyjukat, amiért el akarták választani őket egymástól, de ami a legmeglepőbb: neki ugyanolyan képessége van, mint Andy-nek, amit állítása szerint egy sárga szemű férfi ajándékozott neki.
Ansem megkéri fivérét, álljon mellé, ám ekkor észreveszi, hogy a bokrok közt Dean egy távcsöves puskával éppen kilőni készül, erejével arra kényszeríti a fiút, hogy lőjje fejbe magát. Csakhogy Andy ezalatt megszerzi az eszméletlen Sam földön heverő pisztolyát, és megöli vele Ansemet.
Tracy megmentése után Andy a képességével kamu-történetet ad be a helyszínelő rendőröknek, a Winchester fivérektől pedig elbúcsúzik. Sam és Dean Ellen kocsmájába mennek, ahol azon kezdenek tanakodni, hány embert tehetett különlegessé még a Sárgaszemű démon…

## Természetfeletti lények

### Azazel kiválasztottjai
Azazel már 1973-ban kitervelte, hogy különleges képességű gyermekeket fog teremteni, hogy azok közül felnőttként majd egy vezesse a Pokol seregét. A sárgaszemű 1983-ban az éppen hat hónapos csecsemőket saját démoni vérével itatta meg, így azoknál 23 éves korukban speciális képességek kezdtek el jelentkezni.
Azazel kiválasztottjai:
- Andrew "Andy" Gallagher: emberek irányítása a gondolattal
- Ansem Weems: emberek irányítása a gondolattal
- Ava Wilson: látomások, démonok irányítása
- Jake Talley: szuper fizikai erő, emberek irányítása a gondolattal
- Lily Witherfield: érintéssel képes embert ölni
- Max Miller: telekinézis
- Rose Holt: gondolatolvasás
- Sam Winchester: látomások, telekinézis, különleges védekezés, démonok kiűzése az emberből és visszaküldése a Pokolba
- Scott Carey: elektromosság irányítása

## Helyszínek
- 2006. ?

– Nebraska
– Guthrie, Oklahoma

## Zenék
- Spinal Tap – Stonehenge
- REO Speedwagon – Can't Fight This Feeling
- Soundgarden – Fell on Black Days
- Lil' Ed & The Blues Imperials – Tired of Crying
- Eric Lindell – Uncle John
- Mastersource – Women's Wear

## Külső hivatkozások
- Supernatural-Simon Said az Internet Movie Database oldalon (angolul)